# Avišaj Braverman
Avišaj Braverman (hebrejsky: אבישי ברוורמן;‎ * 15. ledna 1948, Britský mandát Palestina) je izraelský politik, ekonom a poslanec Knesetu za Stranu práce. V minulosti zastával post rektora Ben Gurionovy univerzity v Negevu. Od roku 2009 zastával v izraelské vládě post ministra pro záležitosti menšin. Na ministerskou funkci rezignoval v lednu 2011 v důsledku odchodu části poslanců Strany práce včetně jejího předsedy Ehuda Baraka do nové politické formace Acma'ut.

## Biografie
Braverman vystudoval statistiku a ekonomii na Telavivské univerzitě a poté studoval na Stanfordově univerzitě, kde získal doktorát z ekonomie. Poté pracoval jako vysoký činitel Světové banky ve Washingtonu specializující se na ekonomický rozvoj s důrazem na sociální spravedlnost. Následně se přesunul do Izraele, kde šestnáct let působil jako rektor Ben Gurionovy univerzity v Negevu. Jeho působení v této funkci bylo oceňováno a mimo jiné za něj obdržel cenu města Beerševa.
V listopadu 2005 oznámil svůj záměr zapojit se do politiky. Navzdory dřívějším dohadům o vstupu do strany Kadima nakonec vstoupil do Strany práce. Následně byl ve volbách v roce 2006 zvolen poslancem Knesetu. V rámci strany byl spojencem nejprve Amira Perece a posléze Ami Ajalona.
Před volbami v roce 2009 se umístil na čtvrtém místě kandidátní listiny strany. V únoru 2009 byl opětovně zvolen poslancem. Byl jedním z poslanců Strany práce, které se postavili proti vstupu strany do vlády Benjamina Netanjahua. Nakonec se v této vládě stal ministrem pro záležitosti menšin, v níž setrval až do odchodu Strany práce z koalice v roce 2011. Ve volbách v roce 2013 svůj poslanecký mandát obhájil.